# Maximo Puente Arnao
Máximo Puente-Arnao fue un guitarrista y compositor peruano del que se tiene muy poca información, se sabe que nació en Lima a finales del siglo XIX. En los comienzos del siglo XX se desempeñaba como profesor de guitarra en esta ciudad. En ese período dirigió una estudiantina de señoritas de la alta sociedad limeña. Las escasas referencias lo recuerdan como un hombre de amplia cultura y múltiples dotes artísticas. 
Más tarde se traslada a Europa, radicándose en Italia, donde continua componiendo música para guitarra: mazurcas; valses; fantasías; dúos; polkas; marchas; entre otros géneros. Sus obras son publicadas en revistas especializadas: Il Plettro y Il Mandolino.
Prat lo cita en su Diccionario (1934): 

De Puente Arnau se conocen publicadas una docena de obras para guitarra sola, de una correcta factura, fácil inspiración y vastos conocimientos del instrumento. Su célebre fantasía descriptiva, titulada 'Seranata a Venecia', es su obra cumbre; en ella voleó toda la colorida gama de que dispone, dotando a la guitarra de nuevos valores. Compuesta en tres tiempos, explica la fantasía que lo indujo a su realización: Venecia, góndolas, trovadores, poéticas noches de luna, suaves brisas que acarician el ambiente, etc. Este notable compositor en lo que respecta a la composición de obras para guitarra, sin duda alguna es de los que se destacan actualmente en Italia, donde está radicado.
Prat 

## Obras
- Una Serenata en Venecia, Vizzari, Milano, 1906 Fantasía en tres tiempos para guitarra, premiada con Gran Medalla de Oro en la exposición de Milán de 1905[3]
- In Cerca dell'Ideale (Valzer),  incluido en el Álbum n.1 - Prima Serie della Biblioteca del Chitarrista,[4] y en la revista IL PLETTRO, febrero de 1907, Alessandro Vizzari, Milano[5]
- Strategia Amorosa (Marcia), incluido en el Álbum n.1 - Prima Serie della Biblioteca del Chitarrista, y en la revista IL PLETTRO December/1907, Alessandro Vizzari, Milano[5]
- La Prediletta (Gavotta) & Grati Ricordi (Mazurka lenta), incluido en el Álbum n.1 - Prima Serie della Biblioteca del Chitarrista, y en la revista  IL PLETTRO May/1908 &  August/1909, Alessandro Vizzari, Milano[5]
- Brisas Campestres (Mazurka), incluido en el Álbum n.6 - Prima Serie della Biblioteca del Chitarrista, y en la revista IL PLETTRO March/1909, Alessandro Vizzari, Milano
- Sonrisas (Mazurka), incluido en el Álbum n.3 - Prima Serie della Biblioteca del Chitarrista, y en la revista IL PLETTRO June/1909, Alessandro Vizzari, Milano[6]
- Melancolía de la Hermosa (Fragmento de "Una Serenata en Venecia"), incluido en el Álbum n.4 - Prima Serie della Biblioteca del Chitarrista, Alessandro Vizzari, Milano, 1914Consultado el 25/04/2017</ref>